# ストラトフォード (コネチカット州)
ストラトフォード（英: Stratford）は、アメリカ合衆国コネチカット州フェアフィールド郡南東部に位置する町である。人口は5万3610人（2024年推計）。ロングアイランド湾に面し、フーサトニック川の河口にある。ブリッジポート・スタンフォード・ノーウォーク都市圏に属している。1639年にピューリタンが設立した。
航空、軍事。劇団についての歴史がある。ストラトフォードの西はブリッジポート市、北はトランブル町とシェルトン市に接し、東はフーサトニック川の対岸にミルフォード市がある。南はロングアイランド湾である。

## 歴史

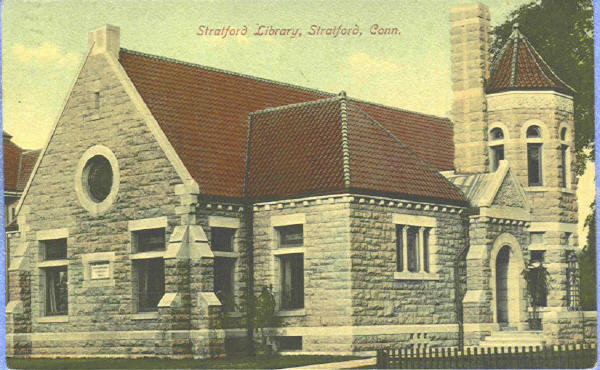
ストラトフォード図書館（1909年の絵葉書）

### 設立とピューリタンの時代
ストラトフォードは1639年に、ピューリタンの指導者アダム・ブラックマン、ウィリアム・バーズリー他によって、「ペクォノック」のプランテーションとして設立された。この時イングランドから宗教的な自由さを求めてコネチカットに移ってきたばかりの、伝説に拠れば16家族、後の研究に拠れば35家族が入植した。1640年、町は「クフィーグ・プランテーション」と呼ばれた。1643年4月13日までに成長していた町は、イングランドのストラトフォード＝アポン＝エイヴォン（ウィリアム・シェークスピアの生誕地）にちなみ、「ストラトフォード」と呼ばれるようになった。
ストラトフォードは北アメリカ北東部の植民地に、1630年代の大移住の一部として設立された多くの町の1つだった。このときイングランドでは、国王チャールズ1世と議会派（オリバー・クロムウェルが指導）との間にイングランド内戦が起きる10年ほど前の時代であり、ピューリタンの家族が次第に分極、偏向するイングランドから逃げ出していた。ストラトフォード開拓者の中には、信教の自由のためにまずイングランドからオランダに渡った者達もいた。彼らは「メイフラワー号」で大西洋を渡った先人達と同様に、子供たちがオランダの文化と言語に慣れ始めるのを見て、新世界に移住することを決断した。
この時期に設立されたピューリタンやピルグリムの町と同様に、初期のストラトフォードでは教会の指導層と町の指導層が教会牧師の下に結合しており、ストラトフォードの場合はそれがブラックマン牧師だった。このような町の目標は宗教的な理想主義に基づく開拓地を創設することであり、荒野が国王、議会あるいはその他の権威筋からの干渉と分けてくれるものになった。
ブラックマンがその死の1665年まで町を支配したが、第二世代が成長するに連れて、子供たちの多くは町の設立者達の例外的厳格さと考えるものを拒否するようになった。この世代とさらに後の世代は長老たちの宗教的見解を変えることを求め、ストラトフォードと類似した町のユートピア的性格は次第に、より標準的な植民地管理に置き換えられていった。17世紀後半までにコネチカット政府はストラトフォードに対する政治的支配を行うようになっていた。
初期ピューリタン家族の子孫の多くが、350年以上経った今もストラトフォードに残っている。長い間に17世紀のピルグリム家族の小さな集団の中で婚姻を結ぶことも多かった。そのピューリタンの起源にも拘わらず、ストラトフォードはコネチカット州で初のイングランド国教会が建てられた場所である。1707年に設立され、サミュエル・ジョンソン博士が最初の牧師だった。ストラトフォードの開拓者はアメリカの他の都市や町も設立した。例えば、ニュージャージー州ニューアークは1666年にストラトフォード設立家族の一員によって設立された。彼らは町の宗教的純潔さがブラックマンの死後の変化で妥協させられるようになったと考えていた。その他にもニューヨーク州カンブリア（現在のロックポート市）は、ストラトフォードの子孫が西に移住して来て、新しい教会の周りに設立され、拡張された。アメリカ合衆国大統領ジェラルド・フォードは、ウィリアム・ジャドソンが率いていたストラトフォード設立家族の1つの子孫である。

### ストラトフォードから生まれた町
ストラトフォードはフェアフィールド町と共に、コネチカット南西部の主要な開拓地2つの1つだった。長い間にストラトフォードの地域から幾つか新しい町が生まれて、別の町として法人化された。下記がストラトフォードから生まれた町である。
- シェルトン、当初はリプトン。1789年にリプトン・パリッシュが分離し、ハンティントン町として設立
  - モンロー、1823年にハンティントンから分離設立
- ニコルズ、当初は1725年のユニティ、1744年にノースストラトフォード
- ロングヒル、1744年にユニティと合併してノースストラトフォード
  - トランブル、ノースストラトフォードが1797年にトランブルとなった
- ブリッジポート、1821年に分離しフェアフィールドの一部と統合

## 地理
アメリカ合衆国国勢調査局に拠れば、町域全面積は19.9平方マイル (52 km2)であり、このうち陸地17.6平方マイル (46 km2)、水域は2.3平方マイル (6.0 km2)で水域率は11.52%である。ストラトフォードの最低地点は海岸線に沿った海面であり、最高地点は北側町境に近い標高295フィート (90 m) である。平均標高は23フィート (6.0 m) である。

### 島
町内には5つの島があり、全てフーサトニック川の中にある。州間高速道路95号線より北にあるカーティング島、ロング島、ピーコック島、ポープズ・フラットの4島と、南にあるグース島である。どれも標高が低いために、人は住んでいない。ブリンスメイド島と呼ばれた6つ目の島は1964年に波に洗われて消えた。

### 海浜

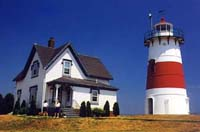
ストラトフォード・ポイント灯台

町の海浜は、住民ならば無料、外来者はひと夏100ドルで利用でき、日割りも可能である。
- ロングビーチ – 長さ約2.4 km、その東端が公開され、駐車場があり、監視員がいる。中央部は自然保存地であり、野生生物、特にチョウゲンボウやミサゴなど海鳥の巣作りのために保護されている。西端には以前にコテージが約40軒建っていたが、町の土地借用契約が切れてからは放棄され、コテージは2010年秋に解体された

- ルシアンビーチ – ロングビーチとショートビーチの間にある。駐車場があり、ポイント・ノー・ポイント歩道もある。釣りが許され、水泳も可能だが、監視員はいない
- ショートビーチ – 広さ30エーカー (120,000 m2) の公園。フーサトニック川の河口にある。ピクニック用パビリオン3棟、バスケットボールコート、テニスコート、バレーボールコート、身体障碍者も利用できる遊技場、スケートボードパーク、照明付きソフトボール場、サッカー場、野球場2面、ラクロス場がある。長さ300 mの海岸線があり、売店、バスルーム、デッキがあり、監視員もいる。9ホール、パー3のショートビーチ・ゴルフコースもある。

### グレートソルト湿地
ステュワート・B・マッキニー国定野生生物保護区のグレートメドウズ・ユニットは渡り鳥の重要な休憩地である。グレートソルト湿地の開放水域はルイス・ガットと呼ばれている。

### 地区
- ビーバーダム
- バーズアイ
- ハウリーレイン（トランブルにも入る）
- 歴史地区
- ホリスターハイツ
- ロードシップ
- ロングビーチ
- オロノク
- オロノクヒルズ
- オロノクビレッジ
- パラダイスグリーン
- ペックスミル
- パットニー
- サウスエンド
- ストラトフォードセンター
- サクセスビレッジ
- ウースターパーク

### ルーズベルト森
ストラトフォードの北端にある。広さは1.0 km2。主に落葉樹の混合林であり、湿地や池もある。フランクリン・ルーズベルト大統領にちなんで名付けられ、1930年代に公共事業促進局のプロジェクトとして多くのインフラが建設されたときにも、別に保護されていた。料理ピットのあるキャンプ場、ピクニックテーブル、遊技場、休憩所、歩道を備えている。

### スーパーファンド適用地

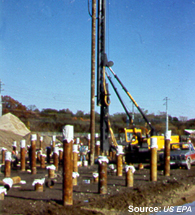
レイマーク・インダストリーズのスーパーファンド適用地浄化工事

町内にはアメリカ合衆国環境保護庁が指定したスーパーファンド適用地が2か所ある。レイマーク・インダストリーズによるアスベストの投棄と処分に関する様々な場所を含んでいる。レイマーク・インダストリーズは以前にストラトフォードに本社があり、元はストラトフォード陸軍エンジン工場だった。スーパーファンド適用地は環境保護庁の全国的優先事項リストに載っている。ストラトフォード陸軍エンジン工場はリストに載っていないが、アメリカ陸軍によって浄化されている。
1919年から1989年、レイマークはレイベストスという名前で自動車産業用にブレーキパッドやその他摩擦部品を生産していた。そのストラトフォード製造工場で鉛、アスベスト、ポリ塩化ビフェニルなど有害物資を含む廃棄物を処分していた。レイマークは廃棄物を乾燥させ、芝生、遊技場、校庭などのために埋め立て材料として使えるようにした。1993年、環境保護庁とコネチカット州環境保護省が共同して、レイマークがストラトフォードに残して行った汚染物の浄化作業を始めた。環境保護庁は1995年に汚染された住宅地の条かを完了し、1997年にはレイマークの元の敷地の浄化も終えた。レーマークが過去に廃棄物を処分しフェリー・クリークとその周辺地域の浄化計画を環境保護庁が策定中である。レイマーク跡地の浄化費用は2億ドルを超えるものと見積もられている。

## 人口動態
以下は2010年国勢調査による人口統計データである。
| 基礎データ - 人口: 51,384 人 - 世帯数: 20,095 世帯 - 家族数: 13,614 家族 - 人口密度: 1,117人/km2（2,919.5 人/mi2） - 住居数: 21,091 軒 - 住居密度: 458.5軒/km2（1,198.4 軒/mi2） 人種別人口構成 - 白人: 76.4% - アフリカン・アメリカン: 14.3% - ネイティブ・アメリカン: 0.2% - アジア人: 2.4% - 太平洋諸島系: 0.1% - その他の人種: 4.2% - 混血: 2.5% - ヒスパニック・ラテン系: 13.8% | 年齢別人口構成 - 18歳未満: 23.0% - 18-24歳: 5.8% - 25-44歳: 28.5% - 45-64歳: 23.5% - 65歳以上: 19.2% - 年齢の中央値: 42歳 - 性比（女性100人あたり男性の人口） - 総人口: 89.0 - 18歳以上: 85.6 世帯と家族（対世帯数） - 18歳未満の子供がいる: 28.2% - 結婚・同居している夫婦: 49.1% - 未婚・離婚・死別女性が世帯主: 14.2% - 非家族世帯: 32.3% - 単身世帯: 27.3% - 65歳以上の老人1人暮らし: 13.5% - 平均構成人数 - 世帯: 2.54人 - 家族: 3.11人 | 収入と家計 - 収入の中央値 - 世帯: 53,494米ドル - 家族: 64,364米ドル - 性別 - 男性: 45,552米ドル - 女性: 34,575米ドル - 人口1人あたり収入: 26,501米ドル - 貧困線以下 - 対人口: 5.0% - 対家族数: 3.5% - 18歳未満: 5.6% - 65歳以上: 5.8% |

## 経済
1939年、製品として世界でも最初期に成功したヘリコプターが、イーゴリ・シコールスキイによってストラトフォードで開発され、その工場で飛行された。その会社であるシコールスキイ・エアクラフト・コーポレーションは現在も町で最大の雇用主である。1939年にはまた、ライカミング社がライトの星型エンジンを製造した。第二次世界大戦後、その工場はタービンの製造に転換された。
ストラトフォードのボート・シコールスキイ航空機事業部は、1940年から1952年の間にプロトタイプを含め総計7,829機のコルセア戦闘機を生産した。これらの戦闘機は第二次世界大戦の太平洋戦域で多くの戦闘を経験し、朝鮮戦争では支援的な役割を果たした。1機のコルセア機が空港の歩道に戦争の記念として置かれている。
民間の空中哨戒部隊であるストラトフォード・イーグルス複合大隊がストラトフォードのシコールスキイ記念空港を基地にしている。

### シコルスキー・エアクラフト

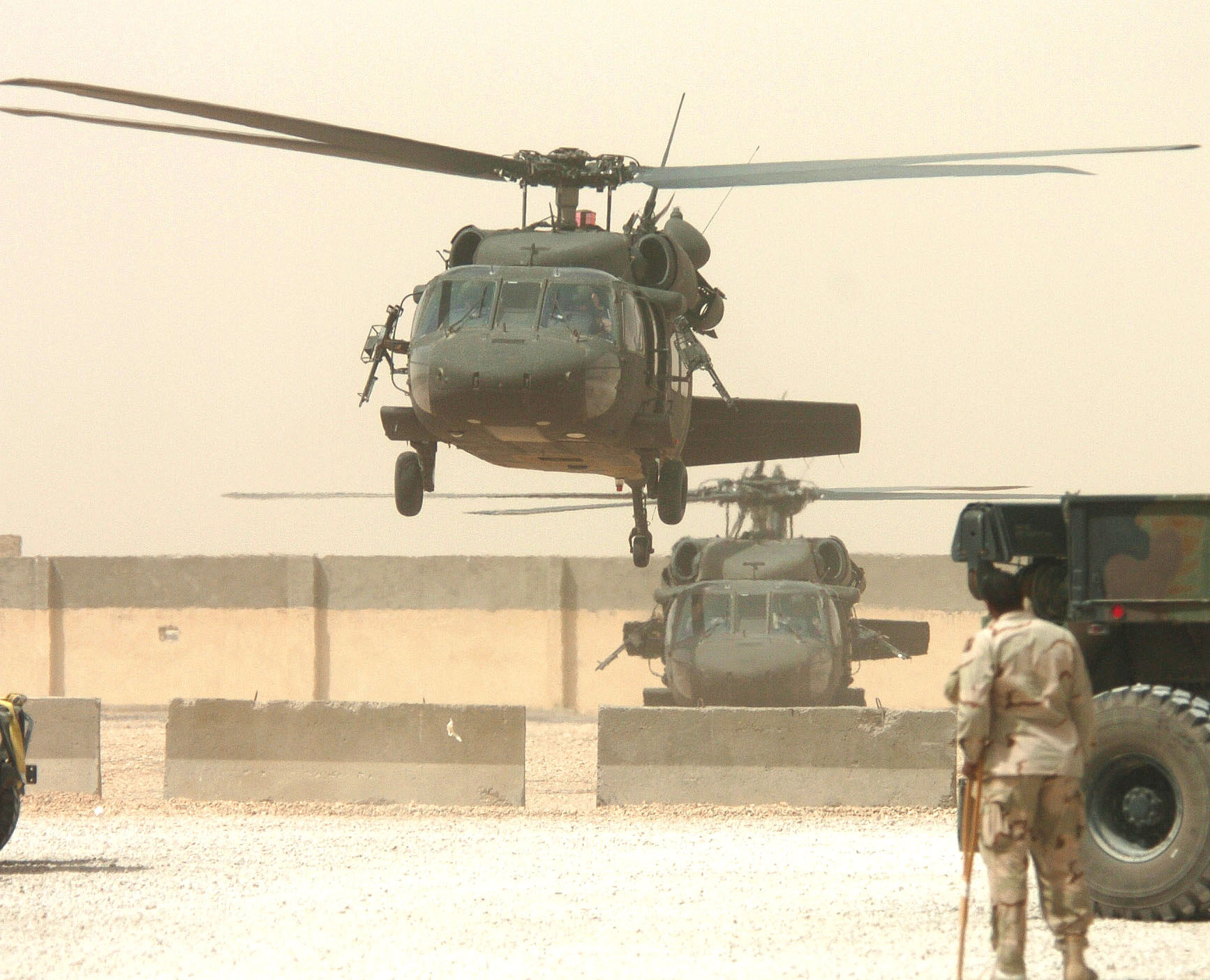
シコルスキー・エアクラフトのブラックホーク ヘリコプター、2005年のイラクで

ストラトフォードにはイーゴリ・シコールスキイによって設立されたシコルスキー・エアクラフトの本社がある。同社はユナイテッド・テクノロジーズの子会社であり、シコールスキイはアメリカで最初に成功したヘリコプターの開発者である。アメリカ合衆国大統領の専用ヘリコプターであるマリーンワンは1957年からストラトフォードで生産されている。

### ストラトフォード陸軍エンジン工場
ストラトフォード陸軍エンジン工場はアメリカ陸軍のタンク・自動車と武器司令部基地と製造設備であり、フーサトニック川沿い、メインストリートのシコルスキー空港とは対面にある。アメリカ合衆国国防総省の基地再編成閉鎖プログラムのために、1995年7月に工場の閉鎖が推薦された。このエンジン工場は1998年9月30日に閉鎖された。その後の11年間、陸軍は「チーム・ストラトフォード」に関与して土地の開発を行った。広さ78エーカー (320,000 m2) の土地を所有するアメリカ陸軍が、2008年3月19日にその土地を競売にかけた。落札額は9,612,000ドルであり、これには50の建物の床面積172万平方フィート (160,000 m2) の設備も含まれた。しかし、その支払いがうまくいかず、現在は再度競売にかけられる予定である。現在、ハートマン・デベロプメントのロバート・ハートマンが、10億ドルを掛けてリゾート地に転用する計画を進行中である。

## 交通

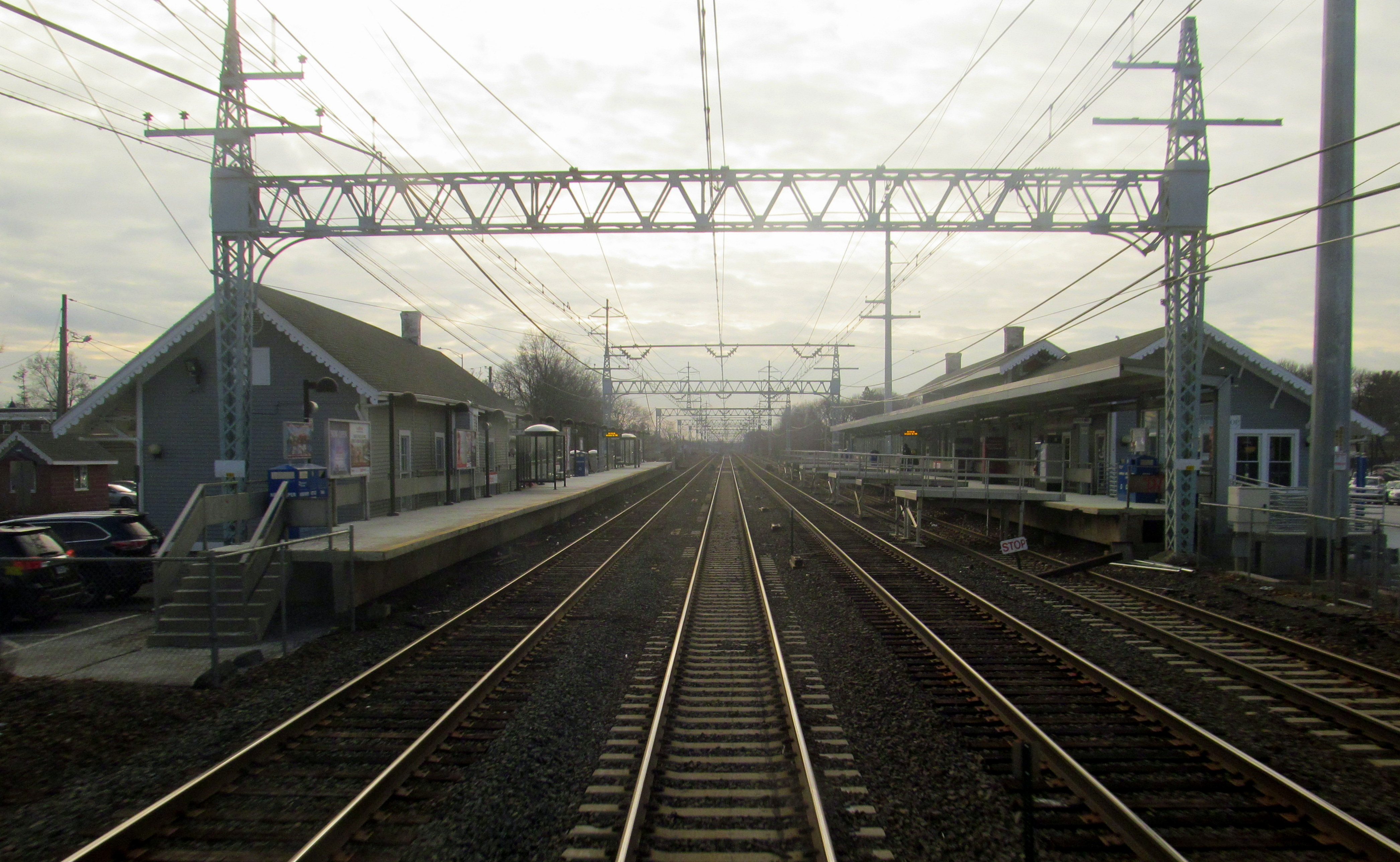
ストラトフォード駅

### 鉄道
メトロノース鉄道ニューヘイブン線のストラトフォード駅が町内にある。ニューヨーク市のグランド・セントラル駅から東に95キロメートルにあり、マンハッタンまで平均所要時間は約90分である。駅のプラットフォームは4両編成までに対応できる。駅の駐車場は300台までに限られている。券売機3台がある。バスで隣のブリッジポートにも繋がれている。身体障碍者が利用できる。

### 道路
ストラトフォードの町内には、州間高速道路95号線（コネチカット・ターンパイク）、アメリカ国道1号線（ボストンポスト道路、ボストン・アベニュー、バーナム・アベニュー）、メリット・パークウェイ（州道15号線）、州道108号線（ニコルズ・アベニュー）、州道110号線（東メインストリート、リバー道路）、州道113号線（ロードシップ大通り、メインストリート）、州道130号線（ストラトフォード・アベニュー、フェリー大通り）が通っている。

#### 州間高速道路95号線料金所
1983年1月、1台のトラックがストラトフォードの州間高速道路95号線で、料金を払うために待ち行列を作っていた車列に突っ込み、7人を死亡させた。この事故は、州全体で料金所を撤去する理由の1つになった。

### 空港
シコルスキー記念空港は、ブリッジポート市が所有しているが、ストラトフォード町内にある。広さは3.2 km2あり、舗装滑走路2本は長さが1,460 m未満であり、ヘリパッドとハンガー2棟がある。ニューヨーク市とダウンタウン・マンハッタン・ヘリポートにヘリコプター便が運航されており、また小型飛行船と航空機の離着陸に利用されている。2007年、241機がこの空港を基地としており、1日平均212回の離着陸があった。

## 町政府
ストラトフォード町は、1921年から2005年まで町政委員会・マネジャー方式の政府形態を採っていた。2005年に町長・町政委員会方式に変更した。初代町長はジェイムズ・ミロンが2005年11月に選出され、4年の任期を務めた。2代目かつ現職町長はジョン・ハーキンスである。町政委員会の委員は10人であり、選挙区から2年任期で選出される。委員の1人が議長に指名される。町長と町政委員会は、条例と決議の採択によって町の政策を設定する責任がある。

## 緊急サービス

### 緊急医療サービス
ストラトフォード緊急医療サービスは州が免許を出している先端救命支援と基礎支援を行う町営緊急医療サービス供給者である。1977年に設立され、有給スタッフとボランティア人員を使って緊急医療対応と治療を行っている。医療バイク部隊、特殊任務部隊、儀仗隊もある。町の独立部門であり、消防部と連携してはいない。ストラトフォード消防部が緊急医療サービスと町の基本的第一対応者である。
緊急医療サービスはディレクター（消防署長や警察署長に相当）の指示で動いている。ディレクターは911発送センターも監督している。ディレクターは町長に直接報告する。緊急医療サービス管理官（消防副署長や警察副署長に相当）1人と、オペレーション監督官と執行書記官2人もおり、全てディレクターに報告する。ボランティアの監督官数人もいる。年間約6,500件の緊急コールに対応している。
2012年にサービスに対する請求書発行を始めて以来、完全に自立した組織であり、町や納税者から助成金を受けていない。実際に、町の他の部門と直結して操作を維持するために、間接経費を年間約40万ないし60万ドル町に支払っている。緊急医療サービス基金条例が資金の使途を規定している。救急救命士、救急医療対応者、救急車運転者のクラスと再認定が定期的に行われている。

### 消防署
消防署は1909年に設立され、町全体に配置された4つの駐屯所から対応している。年間約4,000件の緊急コールに対応している。

### 警察署
警察署は1917年に創設され、現在警官107人がいる。部門として、放火捜査、犯罪予防、識別・法医学部隊、麻薬対応部隊がある。自転車パトロール隊K-9や、動物統制隊もある。

## 教育

### 公共教育
ストラトフォードの公共教育はストラトフォード教育委員会が管理しており、高校2校、中学校2校、小学校9校、合計13の学校を運営している。児童生徒数は約7,600人、教職員数は870人である。

#### 高校
- フランク・スコット・ブネル高校
- ストラトフォード高校
- A.L.P.H.A. (元 S.A.F.E.)、バーズアイ町営施設でオルターナティブ高校教育を55人の生徒に提供している[15]

#### 中学校
- ハリー・B・フラッド中学校
- デイビッド・ウースター中学校

#### 小学校
- チャペル通り小学校
- フランクリン小学校
- ロードシップ小学校
- ニコルズ小学校
- セカンドヒルレイン小学校
- ストラトフォード・アカデミー: ハニースポット・ハウス（小学校、幼稚園から2年生）
- ストラトフォード・アカデミー: ジョンソン・ハウス（小学校、3年生から6年生）
- イーライ・ホイットニー小学校
- ビクトリア・ソト小学校（建設中）[16]
- ウィルコックスサン小学校

### 私立学校
町内に私立カトリック系小中学校が2校ある。
- セントジェームズ学校（幼稚園から8年生）
- セントマーク学校（幼稚園から8年生）

### 高等教育
- コネチカット放送学校がストラトフォードにあり、テレビのアンカリング、商業ラジオ・パフォーマンス、ジャーナリズムを教えている[17]
- ポーター・アンド・チェスター・インスティテュートの主キャンパスでは、自動車技術、CAD、電子工学、空気調和設備、医療補助、などを教えている[18]
- ストラトフォード航空保守技術者学校がシコルスキー記念空港にある[19]

## 見どころ

### ナショナル・ヘリコプター博物館
元のストラトフォード鉄道駅にあるナショナル・ヘリコプター博物館は、ヘリコプターとその模型の写真史を収めている。

### ブース記念公園
ストラトフォードのパットニー地域にある広さ12ヘクタールのブースの邸地は、ブース兄弟が存命中に集め、その友人たちが追加した、ブースの家と多岐にわたる建物の集まりをふくむ、うねりのある公園地である。
メリット・パークウェイで1940年から1988年に使われた料金所がこの公園にある。

### シェイクスピア・フェスティバル劇場
1955年、フーサトニック川沿いに、客席数1,100のアメリカン・シェイクスピア劇場ができた。これまでキャサリン・ヘプバーン、ジェームズ・アール・ジョーンズ、ポール・ニューマン、ジェシカ・タンディ、ジェーン・アレクサンダー、ハル・ホルブルック、ロディ・マクドウォール、ニナ・フォック、ウィル・ギアといった俳優が出演してきた。1950年代後半はジョン・ハウスマンがアートディレクターだった。
この劇場で上演してきた劇団は1980年代半ばに公演を停止し、それ以来建物は空室になっている。2005年2月、ストラトフォード町がコネチカット州からストラトフォード・シェイクスピア・フェスティバル劇場の権利証を受け取った。2006年、ニューヨーク市の開発会社を選んで劇場を観光地として再開したが、進展が無かったので契約は2007年7月で終わった。その3か月後町はこの劇場の必要性について建築家からの評価を要請する文書を発行した。

### ストラトフォード・ライブラリー・シェイクスピア
2002年からハドソン・シェイクスピア・カンパニーがストラトフォード図書館背後の円形劇場でシェイクスピア・イン・ザ・パークのツアーを行ってきた。毎年図書館で1つの催しを行い、通常毎月最終土曜日で終わる。天候不順の場合は図書館の講義室であるラベル・ルームが使われる。

### アメリカ合衆国国家歴史登録財
- ブース屋敷、1985年登録
- デイビッド・ジャドソン大尉邸、1973年登録
- エフレイム・ウィーラー邸、1992年登録
- アイザック・ルイス邸、1991年登録
- ネイサン・B・ブース邸、1992年登録
- スターリング屋敷、1976年登録
- ストラトフォードセンター歴史地区、1983年登録
- ストラトフォードポイント灯台、1990年登録
- ワシントン橋、2004年登録

### スターリング邸
1932年からスターリング邸はストラトフォードのコミュニティセンターとして機能してきた。1886年建設のロマネスク様式邸宅は、以前はジョン・ウィリアム・スターリングの邸宅であったものを寄付されたものであり、成人や子供のレクリエーションとレジャーの活動、慈善行事、ボランティア活動に使われている。敷地には東屋、薔薇園、さらに広さ2エーカー (8,100 m2) の野原もある。

## スポーツ
ストラトフォードは、コネチカット・ブラケッツという女子ファストピッチ・ソフトボールチームが本拠にしている。1947年にレイベストス女子オールスターズとして結成され、後にはレイベストス・ブラケッツとなり、レイベストスがそのスポンサーを止めた1985年にストラトフォード・ブラケッツと呼ばれるようになった。3,607試合で3,242勝を挙げており、3回の世界選手権と28回のアマチュア・ソフトボール協会選手権に優勝し、1971年から1978年に8年連続して優勝したのは記録となっている。2002年から2004年に3年連続優勝も記録した。最近では2006年に優勝した。元メンバーからソフトボールの殿堂入りしたのが19人おり、オリンピックにも11人が出場した。フランク・デルカ・ホール・オブ・フェイム・フィールドで試合をしている。

## メディア

### ストラトフォードで撮影された映画
ストラトフォードで少なくとも一部が撮影された映画は以下のとおりである。
- 『Butterfield Eight』、1960年[25]
- 『The Battle』、2001年
- 『Carnauba: A Son's Memoir』、2001年
- 『Das Kraftei』 – Raketenjäger ME 163 Komet、2004年
- 『Boxes』、2005年
- 『Store』、2006年
- 『Listen to Your Heart』、2009年
- 『All Good Things』、2010年
- 『Daddy for Lunch』、2010年
- 『Sketchy Future』、2010年
- 『Sicarii』、2011年

### 新聞
ブリッジポート市で発行される日刊紙「コネチカット・ポスト」と週刊紙「ストラトフォード・スター」を購読できる。

## 姉妹都市
ストラトフォードは下記の5つの都市と姉妹都市を結んでいる。
- イギリス、ストラトフォード＝アポン＝エイヴォン
- ニュージーランド、ストラトフォード
- オーストラリア、ストラトフォード
- カナダ、オンタリオ州, ストラトフォード
- カナダ、プリンスエドワード島ストラトフォード

## 著名な出身者
- ウィリアム・サミュエル・ジョンソン（1727年–1819年）、アメリカ合衆国憲法署名者、コネチカット州選出初代アメリカ合衆国上院議員、コロンビア大学初代学長、ストラトフォードで生まれ、死んだ[28]
- スティーヴン・キング、小説家、子供時代に短期間ストラトフォードに住んだ[29]
- モービー、シンガーソングライター、1974年から76年までストラトフォードに住んだ、バーズアイ小学校に通った[30]
- ケン・オルセン、ディジタル・イクイップメント・コーポレーションのエンジニアかつ共同設立者[31]
- イーゴリ・シコールスキイ、シコルスキー・エアクラフトの創立者
- ジョン・ウィリアム・スターリング（1844年–1918年）、企業弁護士、慈善事業家、イェール大学の大きな寄付者[32]
- デイビッド・ウースター、アメリカ独立戦争時の少将、ストラトフォードで生まれた[33]

## 礼拝所
ストラトフォードには25か所以上の礼拝所があり、様々な宗教を代表している。
- アバンダント・ライフ・キリスト教会 – カリスマティック・クリスチャニティ
- ベサニー同盟教会 – クリスチャン・アンド・ミッショナリー・アライアンス
- クライスト・エピスコパル教会 – 米国聖公会
- クリスチャン・アセンブリー協会 – クリスチャン・チャーチ・オブ・ノースアメリカ
- チャーチ・オブ・プレゼンテーション・オブ・クライスト・イン・ザ・テンプル – 在外ロシア正教会
- ストラトフォード第一バプテスト教会 – バプテスト
- ファースト・チャーチ・オブ・クライスト、サイエンティスト – クリスチャン・サイエンス
- 第一会衆派教会 – キリスト連合教会
- ストラトフォード・フレンドシップ・バプテスト教会 – バプテスト
- グレース・ルーテラン教会 – ルーテル教会
- ホリー・ネーム・オブ・ジーザス – ローマ・カトリック
- リビング・ウォーター・デリバランス – キリスト教無会派
- ロードシップ・コミュニティ教会 – キリスト連合教会
- アワーレディ・オブ・グレース・ローマ・カトリック教会 – ローマ・カトリック
- アワーレディ・オブ・ピース・ローマ・カトリック教会 – ローマ・カトリック
- パットニー・チャペル – キリスト教無会派
- セントジェームズ・ローマ・カトリック教会 – ローマ・カトリック
- セントジョン・バプテスト（ビザンティン）正教会 – 正教会
- セントジョン・バプテスト正教会 – 正教会
- セントジョセフス・オブ・ストラトフォード – ポーランド・ナショナル・カトリック教会
- セントマーク・ローマ・カトリック教会 – ローマ・カトリック
- セントニコラス・ロシア正教会 – 在外ロシア正教会
- ストラトフォード・ユナイテッド・メソジスト教会 – ユナイテッド・メソジスト
- テンプル・ベス・ショローム – ユダヤ教
- ユニテリアン・ユニバーサリスト教会 – ユニテリアン
- ホワイトオーク・バプテスト教会 – バプテスト